# Angelo Amato
Angelo Amato S.D.B. (1938-2024) là một Hồng y người Italia của Giáo hội Công giáo Rôma. Ông từng đảm nhận vị trí Tổng trưởng Thánh bộ Phong Thánh, trong 10 năm, từ năm 2008 đến năm 2018. Trước đó, ông cũng đảm nhiệm vị trí Tổng thư kí Thánh bộ Giáo lý Đức Tin.

## Linh mục
Hồng y Amato sinh ngày 8 tháng 6 năm 1938 tại Molfetta, Italia. Sau quá trình tu học, ngày 22 tháng 12 năm 1967, ông được phong chức linh mục, trở thành thành viên linh mục đoàn Dòng Don Bosco. Ngày 1 tháng 10 năm 1991, ông trở thành Quyền Hiệu trưởng Đại học Giáo hoàng Salesian và giữ chức vị này đến ngày 2 tháng 12 năm 1991. Ông sở hữu văn bằng thạc sĩ về triết học tại Đại học Giáo hoàng Salesian và bằng tiến sĩ Thần học tại Đại học Giáo hoàng Gregorian ở Roma. Năm 1977, ông được chọn gia nhập Ban thư ký của Hội đồng Giáo hoàng về Đoàn kết Kitô giáo và đi đến Hy Lạp làm nhiệm vụ. Khi trở lại Roma, ông dạy thần học chuyên luận tại Đại học Giáo hoàng Salesian. Từ năm 1999, ông là Giám mục Thư kí Giáo hoàng Học viện về Thần học.

## Tổng giám mục, thăng Hồng y

### Tổng thư kí Thánh bộ Giáo lý Đức Tin
Ngày 19 tháng 12 năm 2002, Tòa Thánh bổ nhiệm linh mục Amato, 64 tuổi, làm Tổng thư kí Thánh bộ Giáo lý Đức Tin, tước Tổng giám mục Hiệu tòa Sila. Lễ tấn phong cho Tân giám mục được cử hành cách nhanh chóng vào ngày 6 tháng 1 năm 2003, bởi chủ phong là Giáo hoàng Gioan Phaolô II và hai phụ phong là Tổng giám mục Leonardo Sandri, Đại diện Thư kí Nhà nước và Antonio Maria Vegliò, Tổng giám mục đảm trách chức vị Tổng Thư kí Thánh Bộ Công giáo Đông Phương. Tân giám mục chọn cho mình khẩu hiệu:Sufficit gratia mea.
Năm 2003, Tổng giám mục Amato nhận định: Niềm tin rằng Giáo hội Công giáo đã bức hại Galileo Galilei vì đã chỉ ra rằng Trái Đất xoay quanh mặt trời là sai lầm. Theo ông, trích một bức thư gần đây được phát hiện trong kho lưu trữ của Vatican cho thấy Giáo hội Công giáo đã đối xử tốt với Galileo.
Bức thư mà Tổng giám mục Amato công bố là do Ủy viên Tòa thánh trao cho Francesco Barberini năm 1633 đã bày tỏ mối quan tâm của Giáo hoàng đối với việc xét xử nhà khoa học bị cáo buộc là dị giáo, và vụ việc được kết luận nhanh chóng vì sức khoẻ của ông ta kém dần. Tổng giám mục Amato đã nói với tạp chí Famiglia Cristiana rằng nội dung bức thư đã cho thấy thái độ của Giáo hội đối với nhà thiên văn học vĩ đại này rất ôn hòa.
Trong một bài nói chuyện tháng 4 năm 2007 với các giáo sĩ, Tổng giám mục Amato lên án hôn nhân đồng tính và phá thai và chỉ trích các phương tiện truyền thông của Ý giới thiệu về chúng và cho rằng những vấn đề trên gần như và vô hình nhưng được truyền thông đề cập như là "những biểu hiện tiến bộ của con người."

### Tổng trưởng Thánh bộ Phong Thánh, thăng Hồng y
Sau Mật nghị Hồng y 2005, ông là người đầu tiên được Tân Giáo hoàng Biển Đức XVI tiếp kiến cách riêng tư. Ngày 9 tháng 7 năm 2008, Tòa Thánh loan báo việc chọn Tổng giám mục Amato làm Tổng trưởng Thánh bộ Phong Thánh. Trong Công nghị Hồng y 2010 được cử hành ngày 20 tháng 11, Giáo hoàng Biển Đức XVI vinh thăng Tổng giám mục Amato tước vị Hồng y Đẳng Phó tế Nhà thờ Santa Maria in Aquiro và ông đã đến nhận nhà thờ hiệu tòa của mình ngày 11 tháng 2 năm 2011.
Hồng y Amato được đánh giá là một papabile của Mật nghị Hồng y 2013, nhưng rồi các hồng y chọn Hồng y Jorge Mario Bergoglio, người chọn danh hiệu Giáo hoàng Phanxicô. Tân Giáo hoàng sau đó tái bổ nhiệm Hồng y Amato, lúc đó đã 75 tuổi, tiếp tục giữ chức vị Tổng trưởng Thánh bộ Phong Thánh.
Ngày 26 tháng 5 năm 2018, Giáo hoàng quyết định bổ nhiệm Tân Tổng trưởng Thánh bộ Tuyên Thánh, Hồng y Tân cử Giovanni Angelo Becciu kế nhiệm ông, chính thức từ cuối tháng 8 năm 2018. Ông qua đời ngày 31 tháng 12 năm 2024, thọ 86 tuổi.